# Содевці
Содевці (словен. Sodevci) — поселення в общині Чрномель, Південно-Східна Словенія, Словенія. Висота над рівнем моря: 203,2 м.